# Lingue dravidiche centro-meridionali
Le lingue dravidiche centro-meridionali sono uno dei rami principali in cui si suddivide la famiglia linguistica dravidica.
Secondo Ethnologue.com è formata da 22 lingue così strutturate:
[tra parentesi il codice linguistico internazionale]
- Lingue gondi-kui
  - Lingue gondi [gon]
    - Lingua gondi settentrionale  [gno]
    - Lingua gondi meridionale [ggo]
    - Lingua khirwar  [kwx]
    - Lingua maria  [mrr]
    - Lingua maria dandami  [daq]
    - Lingua muria orientale [emu]
    - Lingua muria estremo-occidentale [fmu]
    - Lingua muria occidentale  [mut]
    - Lingua nagarchal  [nbg] †
    - Lingua pardhan  [pch]

  - Lingue konda-kui
    - Lingue konda
      - Lingua konda-dora  [kfc]
      - Lingua mukha-dora  [mmk]

    - Lingue manda-kui
      - Lingue kui-kuvi
        - Lingua koya [kff]
        - Lingua kui [kxu]
        - Lingua kuvi [kxv]

      - Manda-Pengo
        - Lingua manda [mha]
        - Lingua pengo [peg]
- Telugu
  - Lingua chenchu [cde]
  - Lingua manna-dora [mju]
  - Lingua savara [svr]
  - Lingua telugu [tel]
  - Lingua waddar [wbq]